# 小野秀樹
小野 秀樹（おの ひでき、1964年 - ）は、日本の中国語学者。東京大学大学院総合文化研究科教授。日本中国語学会会長。

## 人物・経歴
兵庫県神戸市生まれ。1989年神戸大学文学部卒業。1991年神戸大学大学院文学研究科修了、文学修士。1992年神戸大学大学院文化学研究科博士課程中途退学。2006年神戸大学より博士（学術）の学位を取得。東京都立大学人文学部助教授、首都大学東京教養学部人文・社会系准教授、東京大学大学院総合文化研究科准教授を経て、東京大学大学院総合文化研究科教授。2020年日本中国語学会会長。

## 著書
- 『北京の風 : 中国語初級テキスト』（木村英樹と共著）白帝社 1995年
- 『統辞論における中国語名詞句の意味と機能』白帝社 2008年
- 『現代漢語基礎』（木村英樹, 張麗群, 楊凱栄, 吉川雅之と共著）白帝社 2013年
- 『现代汉语基础』（木村英樹, 張麗群, 楊凱栄, 吉川雅之と共著）白帝社 2013年
- 『中国人のこころ : 「ことば」からみる思考と感覚』集英社新書 2018年
- 『汉语课本』（賈黎黎, 吉川雅之, 小嶋美由紀, 李佳樑と共著）白帝社 2021年

## 出演
- まいにち中国語[1]